# Elisabeth zu Fürstenberg
Elisabeth zu Fürstenberg (Regensburg, 30 november 1767 – Kasteel Heiligenberg, 21 juli 1822) was een Duitse edelvrouwe uit de familie Thurn und Taxis. Ze fungeerde enige jaren als prinses-regent voor haar minderjarige zoon Karel Egon II van Fürstenberg.

## Biografie

### Vroege jaren
Elisabeth werd geboren als de dochter van vorst Alexander Ferdinand von Thurn und Taxis en Maria Henriette zu Fürstenberg. Haar moeder was een dochter van vorst Joseph Wilhelm van Fürstenberg. Ze bracht haar jeugd voornamelijk in Praag door en in 1790 huwde ze met haar volle neef Karel Aloys zu Fürstenberg. In 1799 sneuvelde haar man in de Slag bij Stokach en door een paar andere sterfgevallen zou haar zoon Karel Egon dat jaar de erfgenaam worden van het Vorstendom Fürstenberg. Toen in 1804 vorst Karel Joachim van Fürstenberg overleed werd Elisbeth's zoon de nieuwe vorst.
De voogdij over haar zoon werd volgens familiegebruik door een ander familielid, Joachim Egon, overgenomen. Op 24 mei 1805 arriveerde Elisabeth in Donaueschingen om erfelijk eerbetoon voor haar zoon in ontvangst te nemen. Tijdens haar bezoek leerde ze de hoofdboswachter Joseph von Laßberg kennen met wie ze een verhouding zou krijgen.

### Mediatisering en prinses-regent
Ondanks neutraliteitsverklaring van de Fürstenbergs zag Napoleon hen als aanhangers van Oostenrijk. Zodoende bezette generaal Pierre François Charles Augereau op 3 november 1805 het vorstendom. In de Rijnbondakte van een jaar later werd de mediatisering van Fürstenberg ten slotte geregeld en werd het grondgebied verdeeld over de rijken van Baden, Württemberg en Hohenzollern-Sigmaringen. In deze periode spande Elisabeth zich in om zoveel mogelijk privileges van haar huis te redden.
In 1809 vroeg de groothertog van Baden aan Joachim Egon om de zetel van de familie naar het thuisland van de familie over te brengen en de voogdij over Karel Egon aan Elisabeth over te brengen. Joachim Egon gaf hier gehoor aan waarop Elisabeth prinses-regent werd. Vanuit deze functie begon ze politieke invloed uit te oefenen en startte ze tevens een mecenaat, zo ondersteunde ze onder meer de Duitse componist Johann Nepomuk Schelble. Ze hield er een gespannen relatie op na met Joseph Kleiser von Kleisheim, de regeringsleider van Fürstenberg, die in 1811 instaat was om de soevereiniteit van het vorstendom te herstellen
Elisabeth reisde in 1814 af naar het Congres van Wenen waar ze een van de belangrijkste woordvoerders was van de Duitse gemediatiseerde vorsten. Bij het congres eiste ze de gebieden terug die Fürstenberg had moeten afstaan aan Baden en haar recht op een dienstplichtig leger van 82.000 soldaten. Tevens maakte ze zich sterk voor een confederaal Duitsland onder de leiding van Oostenrijk. Het enige wat Elisabeth en de overige vorsten voor elkaar kregen was dat ze werden hersteld als Standesherr.

### Laatste jaren
Na haar periode in Wenen trok Elisabeth zich terug uit de openbaarheid nadat ook haar zoon de volwassen leeftijd had bereikt. Vanaf 1817 woonde ze tot aan haar dood in het Kasteel Heiligenberg.

## Huwelijk en kinderen
Uit haar huwelijk met Karl Aloys zu Fürstenberg kwamen vijf kinderen voort, hoewel er slechts twee de volwassenheid bereikten:
- Maria Leopoldine (1791 - 1844), getrouwd met Karl Albrecht zu Hohenlohe-Waldenburg-Schillingsfürst
- Karel Egon (1796 - 1854), Vorst van Fürstenstein

Drie meisjes stierven in hun kindertijd:
- Maria Josepha (9 september 1792)
- Antonia (1794 - 1799)
- Maria Anna (1798 - 1799)

Van 1805 tot 1822 had ze een relatie met baron Joseph von Laßberg en bij hem kreeg ze een onwettig kind:
- Hermann von Liebenau (1807 - 1874), arts en historicus